# Rio Claro (Rio de Janeiro)
Rio Claro – miasto i gmina w Brazylii, w stanie Rio de Janeiro. Znajduje się w mezoregionie Sul Fluminense i mikroregionie Vale do Paraíba Fluminense.